# تايرون إدغار
تايرون إدغار (بالإنجليزية: Tyrone Edgar)‏ هو عداء سريع بريطاني وأمريكي، ولد في 29 مارس 1982 في غرينتش في المملكة المتحدة.

## وصلات خارجية
- تايرون إدغار على موقع الاتحاد الدولي لألعاب القوى (الإنجليزية)
- تايرون إدغار على موقع اللجنة الأولمبية الدولية (الإنجليزية)
- تايرون إدغار على موقع أوليمبيديا (الإنجليزية)
- تايرون إدغار على موقع اللجنة الأولمبية البريطانية (الإنجليزية)